# Chambon-Sainte-Croix
Chambon-Sainte-Croix ist eine Gemeinde in Frankreich. Sie gehört zur Region Nouvelle-Aquitaine, zum Département Creuse, zum Arrondissement Guéret und zum Kanton Bonnat.
Die vormalige Route nationale 151bis führt über Chambon-Sainte-Croix. Die Gemeinde grenzt im Norden an Lourdoueix-Saint-Pierre, im Osten an Chéniers, im Süden an La Celle-Dunoise und im Westen an Fresselines.

## Bevölkerungsentwicklung
| Jahr      | 1962 | 1968 | 1975 | 1982 | 1990 | 1999 | 2008 | 2012 |
| --------- | ---- | ---- | ---- | ---- | ---- | ---- | ---- | ---- |
| Einwohner | 167  | 157  | 138  | 108  | 84   | 86   | 93   | 90   |